# We Found Love
"We Found Love" (tạm dịch: Ta thấy tình) là một bài hát của nghệ sĩ thu âm người Bardados Rihanna hợp tác với DJ người Scotland Calvin Harris nằm trong album phòng thu thứ sáu của cô, Talk That Talk (2011). Nó được phát hành vào ngày 22 tháng 9 năm 2011 như là đĩa đơn đầu tiên trích từ album bởi Def Jam Recordings và SRP Records. Bài hát được viết lời và sản xuất bởi Harris, và sau đó còn xuất hiện trong album phòng thu thứ ba của anh, 18 Months (2012). Ban đầu được dự định sẽ do Nicole Scherzinger hoặc Leona Lewis thể hiện, "We Found Love" là một bản electro house kết hợp với những yếu tố từ techno và europop mang nội dung đề cập đến tình yêu của một cặp đôi, và họ thú nhận rằng "Chúng ta đã tìm thấy tình yêu ở một nơi vô vọng". Nó đã từng được lên kế hoạch cho phiên bản tái phát hành của album phòng thu trước của Rihanna, Loud (2010), nhưng sau khi thấy được tiềm năng của những bản thu âm mới như "We Found Love", cô quyết định sẽ thực hiện một album hoàn toàn riêng biệt. Ngoài ra, bài hát cũng đánh dấu sự hợp tác đầu tiên giữa nữ ca sĩ và Harris, và họ sẽ tiếp tục cộng tác cho những đĩa đơn tiếp theo trong tương lai, bao gồm "Where Have You Been" (2012) và "This Is What You Came For" (2016). Một số bản phối lại của nó cũng được phát hành, với sự tham gia hợp tác của nhiều nghệ sĩ như R3hab và Flo Rida.
Sau khi phát hành, "We Found Love" nhận được những phản ứng trái chiều từ các nhà phê bình âm nhạc, trong đó họ đánh giá cao giai điệu bắt tai, chất giọng của Rihanna cũng như quá trình sản xuất của nó, nhưng cũng vấp phải nhiều sự chỉ trích xung quanh phần lời có phần thưa thớt và cấu trúc của bài hát. Tuy nhiên, "We Found Love" đã gặt hái nhiều giải thưởng và đề cử tại những lễ trao giải lớn, bao gồm đề cử tại giải thưởng âm nhạc Billboard năm 2012 cho Top Bài hát Radio và giải Âm nhạc châu Âu của MTV năm 2012 cho Bài hát xuất sắc nhất. Nó cũng tiếp nhận những thành công ngoài sức tưởng tượng về mặt thương mại với việc đứng đầu các bảng xếp hạng ở hơn 26 quốc gia, bao gồm nhiều thị trường lớn như Canada, Đan Mạch, Pháp, Ireland, New Zealand, Na Uy, Thụy Điển, Thụy Sĩ và Vương quốc Anh, và lọt vào top 5 ở tất cả những thị trường nó xuất hiện. Tại Hoa Kỳ, "We Found Love" đạt vị trí số một trên bảng xếp hạng Billboard Hot 100 trong mười tuần không liên tiếp, trở thành đĩa đơn quán quân thứ 11 của Rihanna và giúp cô xếp thứ ba trong danh sách những nghệ sĩ nữ có nhiều nhiều đĩa đơn quán quân nhất lúc bấy giờ, đồng thời bán được hơn 5.5 triệu bản tại đây. Tính đến nay, nó đã bán được hơn 12.9 triệu bản trên toàn cầu, trở thành một trong những đĩa đơn bán chạy nhất mọi thời đại.
Video ca nhạc cho "We Found Love" được đạo diễn bởi đạo diễn Melina Matsoukas, trong đó tập trung mô tả mối quan hệ tình cảm giữa Rihanna và bạn trai của cô (do nam diễn viên Dudley O'Shaughnessy thủ vai) xoay quanh nhiều vấn đề khác nhau như tình dục, nghiện ngập, bạo lực và tiền. Nó đã nhận được nhiều lượt phát sóng liên tục trên những kênh truyền hình âm nhạc như MTV, VH1 và BET, cũng như chiến thắng một giải Grammy cho Video ca nhạc hình thái ngắn xuất sắc nhất tại lễ trao giải thường niên lần thứ 55 và một hạng mục tại giải Video âm nhạc của MTV năm 2012 trên tổng số ba đề cử cho Video của năm, giúp Rihanna trở thành nữ nghệ sĩ đầu tiên chiến thắng hạng mục này hai lần. Để quảng bá bài hát, nữ ca sĩ đã trình diễn "We Found Love" trên nhiều chương trình truyền hình và lễ trao giải lớn, bao gồm The X Factor UK, The X Factor US, giải Grammy lần thứ 54, giải Brit năm 2012 và giải Video âm nhạc của MTV năm 2012, cũng như trong nhiều chuyến lưu diễn của cô. Kể từ khi phát hành, bài hát đã được hát lại và sử dụng làm nhạc mẫu bởi nhiều nghệ sĩ khác nhau, như Coldplay, Ed Sheeran, Jessie J, Kelly Clarkson, Kris Allen và dàn diễn viên của Glee, cũng như xuất hiện trong nhiều tác phẩm điện ảnh và truyền hình, bao gồm American Honey, Magic Mike, New Girl và Sherlock.

## Danh sách bài hát
- Tải kĩ thuật số

1. "We Found Love" – 3:35

- Đĩa đơn CD tại Đức[2]

1. "We Found Love" (bản album) – 3:36
2. "We Found Love" (bản mở rộng) – 5:45

- EP phối lại trên iTunes[3]

1. "We Found Love" (Chuckie phối mở rộng) – 5:57
2. "We Found Love" (Chuckie Dub) – 5:56
3. "We Found Love" (Cahill chỉnh sửa) – 3:36
4. "We Found Love" (Cahill Club) – 6:29
5. "We Found Love" (Cahill Dub) – 5:58
6. "We Found Love" (R3hab's XS phối lại chỉnh sửa) – 3:40
7. "We Found Love" (R3hab's XS phối mở rộng) – 5:26
8. "We Found Love" (R3hab's XS Dub) – 5:26

## Thành phần thực hiện
Thành phần thực hiện được trích từ ghi chú của Talk That Talk, Def Jam Recordings.
Thu âm và phối khí
- Thu âm tại Fly Eye Studios ở London, Anh và Westlake Recording Studios ở Los Angeles, California.
- Phối khí tại Fly Eye Studios ở London, Anh và Ninja Beat Club ở Atlanta, Georgia.

Thành phần
- Giọng hát – Rihanna
- Viết lời, sản xuất, thu âm, phối khí và nhạc cụ – Calvin Harris
- Thu âm giọng hát – Marcos Tovar
- Kỹ sư hỗ trợ thu âm – Alejandro Barajas
- Phối khí – Phil Tan
- Phối khí – Damien Lewis

## Xếp hạng
| Bảng xếp hạng (2011-12)                  | Vị trí cao nhất |
| ---------------------------------------- | --------------- |
| Úc (ARIA)                                | 2               |
| Áo (Ö3 Austria Top 40)                   | 2               |
| Bỉ (Ultratop 50 Flanders)                | 3               |
| Bỉ (Ultratop 50 Wallonia)                | 1               |
| Brazil (Billboard Brasil Hot 100)        | 12              |
| Brazil (Billboard Brasil Hot Pop Songs)  | 2               |
| Canada (Canadian Hot 100)                | 1               |
| Colombia (National-Report)               | 4               |
| Cộng hòa Séc (Rádio Top 100)             | 2               |
| Đan Mạch (Tracklisten)                   | 1               |
| Phần Lan (Suomen virallinen lista)       | 1               |
| Pháp (SNEP)                              | 1               |
| Đức (Official German Charts)             | 1               |
| Hy Lạp Nhạc số (Billboard)               | 2               |
| Hungary (Rádiós Top 40)                  | 1               |
| Hungary (Dance Top 40)                   | 1               |
| Ireland (IRMA)                           | 1               |
| Israel (Media Forest)                    | 1               |
| Ý (FIMI)                                 | 3               |
| Nhật Bản (Japan Hot 100)                 | 6               |
| Luxembourg (Billboard)                   | 1               |
| Mexico (Monitor Latino)                  | 8               |
| Hà Lan (Dutch Top 40)                    | 3               |
| Hà Lan (Single Top 100)                  | 3               |
| New Zealand (Recorded Music NZ)          | 1               |
| Na Uy (VG-lista)                         | 1               |
| Ba Lan (Polish Airplay Top 5)            | 1               |
| Ba Lan (Dance Top 50)                    | 3               |
| Bồ Đào Nha (Billboard)                   | 3               |
| Scotland (Official Charts Company)       | 1               |
| Slovakia (Rádio Top 100)                 | 1               |
| Nam Phi (Mediaguide)                     | 1               |
| Hàn Quốc (Gaon International Singles)    | 6               |
| Tây Ban Nha (PROMUSICAE)                 | 2               |
| Thụy Điển (Sverigetopplistan)            | 1               |
| Thụy Sĩ (Schweizer Hitparade)            | 1               |
| Anh Quốc (OCC)                           | 1               |
| Anh Quốc Dance (OCC)                     | 1               |
| Hoa Kỳ Billboard Hot 100                 | 1               |
| Hoa Kỳ Adult Contemporary (Billboard)    | 14              |
| Hoa Kỳ Adult Pop Airplay (Billboard)     | 5               |
| Hoa Kỳ Dance Club Songs (Billboard)      | 1               |
| Hoa Kỳ Hot Latin Songs (Billboard)       | 3               |
| Hoa Kỳ Pop Airplay (Billboard)           | 1               |
| Hoa Kỳ Hot R&B/Hip-Hop Songs (Billboard) | 54              |
| Hoa Kỳ Rhythmic (Billboard)              | 1               |
| Hoa Kỳ Tropical Airplay (Billboard)      | 7               |
| Venezuela Pop/Rock Songs (Record Report) | 1               |

| Bảng xếp hạng (2011)                     | Vị trí |
| ---------------------------------------- | ------ |
| Úc (ARIA)                                | 12     |
| Úc Urban (ARIA)                          | 10     |
| Áo (Ö3 Austria Top 40)                   | 30     |
| Bỉ (Ultratop 50 Flanders)                | 24     |
| Bỉ (Ultratop 40 Wallonia)                | 39     |
| Canada (Canadian Hot 100)                | 43     |
| Đan Mạch (Tracklisten)                   | 8      |
| Đức (Official German Charts)             | 13     |
| Hy Lạp (IFPI)                            | 96     |
| Hungary (Rádiós Top 40)                  | 87     |
| Hungary (Dance Top 40)                   | 46     |
| Ireland (IRMA)                           | 3      |
| Ý (FIMI)                                 | 16     |
| Israel (Media Forest)                    | 31     |
| Nhật Bản (Japan Hot 100)                 | 95     |
| Hà Lan (Dutch Top 40)                    | 25     |
| Hà Lan (Mega Single Top 100)             | 18     |
| New Zealand (Recorded Music NZ)          | 5      |
| Ba Lan (ZPAV)                            | 33     |
| Romania (Romanian Top 100)               | 80     |
| Hàn Quốc (Gaon International Singles)    | 34     |
| Tây Ban Nha (PROMUSICAE)                 | 25     |
| Thụy Điển (Sverigetopplistan)            | 10     |
| Thụy Sĩ (Schweizer Hitparade)            | 13     |
| Vương quốc Anh (Official Charts Company) | 5      |
| Hoa Kỳ Billboard Hot 100                 | 69     |
| Bảng xếp hạng (2012)                     | Vị trí |
| Úc (ARIA)                                | 89     |
| Úc Urban (ARIA)                          | 28     |
| Bỉ (Ultratop 50 Flanders)                | 46     |
| Bỉ (Ultratop 40 Wallonia)                | 42     |
| Canada (Canadian Hot 100)                | 6      |
| Pháp (SNEP)                              | 59     |
| Đức (Official German Charts)             | 82     |
| Hy Lạp (IFPI)                            | 57     |
| Israel (Media Forest)                    | 19     |
| Hungary (Rádiós Top 40)                  | 20     |
| Hungary (Dance Top 40)                   | 9      |
| Nhật Bản (Japan Hot 100)                 | 32     |
| Hà Lan (Dutch Top 40)                    | 73     |
| Hà Lan (Mega Single Top 100)             | 84     |
| Ba Lan (ZPAV)                            | 3      |
| Tây Ban Nha (PROMUSICAE)                 | 19     |
| Thụy Điển (Sverigetopplistan)            | 26     |
| Thụy Sĩ (Schweizer Hitparade)            | 47     |
| Vương quốc Anh (Official Charts Company) | 56     |
| Hoa Kỳ Billboard Hot 100                 | 8      |
| Hoa Kỳ Adult Contemporary (Billboard)    | 34     |
| Hoa Kỳ Adult Pop Songs (Billboard)       | 21     |
| Hoa Kỳ Latin Songs (Billboard)           | 24     |
| Hoa Kỳ Pop Songs (Billboard)             | 2      |
| Hoa Kỳ Rhythmic (Billboard)              | 4      |
| Hoa Kỳ Tropical Airplay (Billboard)      | 48     |
| Bảng xếp hạng (2013)                     | Vị trí |
| Úc Urban (ARIA)                          | 45     |

| Bảng xếp hạng                            | Vị trí |
| ---------------------------------------- | ------ |
| Vương quốc Anh (Official Charts Company) | 51     |
| Hoa Kỳ Billboard Hot 100                 | 27     |
| Hoa Kỳ Billboard Hot 100 (Nữ)            | 10     |
| Hoa Kỳ Pop Songs (Billboard)             | 17     |

## Chứng nhận
| Quốc gia | Chứng nhận  | Số đơn vị/doanh số chứng nhận |
| --- | ----------- | ----------------------------- |
| Úc (ARIA) | 8× Bạch kim | 560.000‡                      |
| Bỉ (BEA) | Bạch kim    | 30.000*                       |
| Đan Mạch (IFPI Đan Mạch) | 2× Bạch kim | 60.000^                       |
| Đức (BVMI) | 2× Bạch kim | 1.000.000‡                    |
| Ý (FIMI) | 3× Bạch kim | 90.000‡                       |
| Nhật Bản (RIAJ) | Bạch kim    | 250.000*                      |
| New Zealand (RMNZ) | 3× Bạch kim | 45.000*                       |
| Tây Ban Nha (PROMUSICAE) | Bạch kim    | 40.000*                       |
| Thụy Điển (GLF) | 6× Bạch kim | 120.000‡                      |
| Thụy Sĩ (IFPI) | 2× Bạch kim | 60.000^                       |
| Anh Quốc (BPI) | 4× Bạch kim | 2.400.000‡                    |
| Hoa Kỳ (RIAA) | 9× Bạch kim | 9.000.000‡                    |
| Stream |             |                               |
| Hy Lạp (IFPI Hy Lạp) | Vàng        | 1.000.000                     |
| Tổng hợp |             |                               |
| Thế giới | —           | 10.500.000                    |
| * Chứng nhận dựa theo doanh số tiêu thụ. · ^ Chứng nhận dựa theo doanh số nhập hàng. · ‡ Chứng nhận dựa theo doanh số tiêu thụ và phát trực tuyến. · Chứng nhận dựa theo doanh số phát trực tuyến. |             |                               |